# Albumy numer jeden w roku 2023 (USA)
Notowanie Billboard 200 przedstawia najlepiej sprzedające się albumy w Stanach Zjednoczonych. Publikowane jest ono przez tygodnik „Billboard”, a dane kompletowane są przez Nielsen SoundScan w oparciu o cotygodniowe wyniki sprzedaży cyfrowej oraz fizycznej albumów.

## Historia notowania
| Data publikacji | Album                               | Artysta             | Źródło |
| --------------- | ----------------------------------- | ------------------- | ------ |
| 7 stycznia      | SOS                                 | SZA                 | [ 1 ]  |
| 14 stycznia     | SOS                                 | SZA                 | [ 2 ]  |
| 21 stycznia     | SOS                                 | SZA                 | [ 3 ]  |
| 28 stycznia     | SOS                                 | SZA                 | [ 4 ]  |
| 4 lutego        | SOS                                 | SZA                 | [ 5 ]  |
| 11 lutego       | The Name Chapter: Temptation        | Tomorrow X Together | [ 6 ]  |
| 18 lutego       | SOS                                 | SZA                 | [ 7 ]  |
| 25 lutego       | SOS                                 | SZA                 | [ 8 ]  |
| 4 marca         | SOS                                 | SZA                 | [ 9 ]  |
| 11 marca        | Mañana será bonito                  | Karol G             | [ 10 ] |
| 18 marca        | One Thing at a Time                 | Morgan Wallen       | [ 11 ] |
| 25 marca        | One Thing at a Time                 | Morgan Wallen       | [ 12 ] |
| 1 kwietnia      | One Thing at a Time                 | Morgan Wallen       | [ 13 ] |
| 8 kwietnia      | One Thing at a Time                 | Morgan Wallen       | [ 14 ] |
| 15 kwietnia     | One Thing at a Time                 | Morgan Wallen       | [ 15 ] |
| 22 kwietnia     | One Thing at a Time                 | Morgan Wallen       | [ 16 ] |
| 29 kwietnia     | One Thing at a Time                 | Morgan Wallen       | [ 17 ] |
| 6 maja          | One Thing at a Time                 | Morgan Wallen       | [ 18 ] |
| 13 maja         | One Thing at a Time                 | Morgan Wallen       | [ 19 ] |
| 20 maja         | One Thing at a Time                 | Morgan Wallen       | [ 20 ] |
| 27 maja         | One Thing at a Time                 | Morgan Wallen       | [ 21 ] |
| 3 czerwca       | One Thing at a Time                 | Morgan Wallen       | [ 22 ] |
| 10 czerwca      | Midnights                           | Taylor Swift        | [ 23 ] |
| 17 czerwca      | 5-Star                              | Stray Kids          | [ 24 ] |
| 24 czerwca      | One Thing at a Time                 | Morgan Wallen       | [ 25 ] |
| 1 lipca         | One Thing at a Time                 | Morgan Wallen       | [ 26 ] |
| 8 lipca         | One Thing at a Time                 | Morgan Wallen       | [ 27 ] |
| 15 lipca        | Pink Tape                           | Lil Uzi Vert        | [ 28 ] |
| 22 lipca        | Speak Now (Taylor’s Version)        | Taylor Swift        | [ 29 ] |
| 29 lipca        | Speak Now (Taylor’s Version)        | Taylor Swift        | [ 30 ] |
| 5 sierpnia      | Get Up                              | NewJeans            | [ 31 ] |
| 12 sierpnia     | Utopia                              | Travis Scott        | [ 32 ] |
| 19 sierpnia     | Utopia                              | Travis Scott        | [ 33 ] |
| 26 sierpnia     | Utopia                              | Travis Scott        | [ 34 ] |
| 2 września      | Utopia                              | Travis Scott        | [ 35 ] |
| 9 września      | Zach Bryan                          | Zach Bryan          | [ 36 ] |
| 16 września     | Zach Bryan                          | Zach Bryan          | [ 37 ] |
| 23 września     | Guts                                | Olivia Rodrigo      | [ 38 ] |
| 30 września     | Nostalgia                           | Rod Wave            | [ 39 ] |
| 7 października  | Nostalgia                           | Rod Wave            | [ 40 ] |
| 14 października | One Thing at a Time                 | Morgan Wallen       | [ 41 ] |
| 21 października | For All the Dogs                    | Drake               | [ 42 ] |
| 28 października | Nadie sabe lo que va a pasar mañana | Bad Bunny           | [ 43 ] |
| 4 listopada     | One More Time...                    | Blink-182           | [ 44 ] |
| 11 listopada    | 1989 (Taylor’s Version)             | Taylor Swift        | [ 45 ] |
| 18 listopada    | 1989 (Taylor’s Version)             | Taylor Swift        | [ 46 ] |
| 25 listopada    | Rock-Star                           | Stray Kids          | [ 47 ] |
| 2 grudnia       | For All the Dogs                    | Drake               | [ 48 ] |
| 9 grudnia       | 1989 (Taylor’s Version)             | Taylor Swift        | [ 49 ] |
| 16 grudnia      | The World EP.Fin: Will              | Ateez               | [ 50 ] |
| 23 grudnia      | Pink Friday 2                       | Nicki Minaj         | [ 51 ] |
| 30 grudnia      | 1989 (Taylor’s Version)             | Taylor Swift        | [ 52 ] |